# Championnat de Extreme E 2024
Navigation
2023 2025
Le Championnat de Extreme E 2024 est la quatrième saison de la Extreme E disputée avec des SUV électriques. Comportant dix manches, il débute le 17 février 2024 à Neom, en Arabie-Saoudite, pour se terminer le 24 novembre 2024 à Chandler, en Arizona aux États-Unis.

## Calendrier de la saison 2024[1]
| Etapes | Dates             | Evénements       | Lieux                    |
| ------ | ----------------- | ---------------- | ------------------------ |
| 1      | 17 Février 2024   | Desert X-Prix    | Djeddah, Arabie saoudite |
| 2      | 18 Février 2024   | Desert X-Prix    | Djeddah, Arabie saoudite |
| 3      | 13 Juillet 2024   | TBC X-Prix       |                          |
| 4      | 14 Juillet 2024   | TBC X-Prix       |                          |
| 5      | 14 Septembre 2024 | Island X-Prix I  | Sardine, Italie          |
| 6      | 15 Septembre 2024 | Island X-Prix I  | Sardine, Italie          |
| 7      | 21 Septembre 2024 | Island X-Prix II | Sardine, Italie          |
| 8      | 22 Septembre 2024 | Island X-Prix II | Sardine, Italie          |
| 9      | 23 Novembre 2024  | Valley X-Prix    | Chandler, États-Unis     |
| 10     | 24 Novembre 2024  | Valley X-Prix    | Chandler, États-Unis     |

## Écuries et pilotes
| Écuries                       | no | Pilotes Hommes       | Manches | Pilotes Femmes            | Manches |
| ----------------------------- | -- | -------------------- | ------- | ------------------------- | ------- |
| Legacy Motor Club             | 84 |                      |         |                           |         |
| Legacy Motor Club             | 84 | Travis Pastrana      |         | Gray Leadbetter           |         |
| Neom McLaren Extreme E Team   | 58 | Mattias Ekström      |         | Cristina Gutiérrez        |         |
| Acciona Sainz XE Team         | 55 | Fraser McConnell     |         | Laia Sanz                 |         |
| Andretti Altawkilat Extreme E | 27 | Timmy Hansen         |         | Catie Munnings            |         |
| JBXE                          | 22 |                      |         |                           |         |
| JBXE                          | 22 | Andreas Bakkerud     |         | Dania Akeel               |         |
| SUN Minimeal Team             | 8  | Timo Scheider        |         | Klara Andersson           |         |
| Team Rosberg                  | 6  | Johan Kristoffersson |         | Mikaela Åhlin-Kottulinsky |         |
| E.ON Veloce Racing            | 5  | Kevin Hansen         |         | Molly Taylor              |         |